# Charles de Mecklembourg-Güstrow
Charles, prince héréditaire, de Mecklembourg-Güstrow (18 novembre 1664 à Güstrow – 15 mars 1688 à Güstrow) est le prince héréditaire de Mecklembourg-Güstrow. Il est un fils de Gustave-Adolphe de Mecklembourg-Güstrow et sa femme Madeleine-Sibylle de Holstein-Gottorp, une fille de Frédéric III de Holstein-Gottorp.

## Biographie
Charles se marie le 10 août 1687 à Potsdam à Marie-Amélie de Brandebourg, la fille du "Grand Électeur" Frédéric-Guillaume Ier de Brandebourg. Le mariage reste sans enfant. Il est décédé de façon inattendue de la variole. Il est le dernier survivant des fils de son père, et sa femme perd son enfant quand elle apprend la mort de son mari. La lignée de Mecklembourg-Güstrow s'éteint à la mort de son père en 1695.
Son beau-frère, le duc Adolphe-Frédéric II de Mecklembourg-Strelitz revendique la région de Mecklembourg-Güstrow. Cependant le duc Frédéric-Guillaume de Mecklembourg-Schwerin n'est pas d'accord et la situation juridique n'étant pas claire, cela conduit à une longue succession. Le litige est réglé dans la Partition de Hambourg, dans lequel les relations entre le Mecklembourg-Schwerin et de Mecklembourg-Strelitz sont redéfinies, et le Mecklembourg-Güstrow est donné à la région de Mecklembourg-Schwerin.